# Santiago Ventura
Santiago Ventura (Castellón de la Plana, 5 januari 1980) is een Spaans professioneel tennisser. Ventura's favoriete ondergrond is gravel. Hij is gecoacht door Diego Dinomo.
Ventura won in zijn carrière één singletitel en vijf dubbeltitels op het hoogste niveau.

## Palmares
| Legenda                       | Legenda               |
| ----------------------------- | --------------------- |
| Grand Slam                    |                       |
| Olympische Spelen             |                       |
| tot 2009                      | vanaf 2009            |
| Tennis Masters Cup            | ATP Finals            |
| ATP Masters Series            | ATP Tour Masters 1000 |
| ATP International Series Gold | ATP Tour 500          |
| ATP International Series      | ATP Tour 250          |

### Enkelspel
| Nr.              | Datum       | Toernooi             | Ondergrond | Tegenstander in finale | Score         | Details |
| ---------------- | ----------- | -------------------- | ---------- | ---------------------- | ------------- | ------- |
| Verloren finales |             |                      |            |                        |               |         |
| 1.               | 23 mei 2004 | Grand Prix Hassan II | Gravel     | Dominik Hrbatý         | 6–3, 1–6, 6–4 | Details |

### ATP-tour (dubbelspel)
| Nr.              | Datum             | Toernooi                | Ondergrond | Partner           | Tegenstanders in finale          | Score             | Details |
| ---------------- | ----------------- | ----------------------- | ---------- | ----------------- | -------------------------------- | ----------------- | ------- |
| Gewonnen finales |                   |                         |            |                   |                                  |                   |         |
| 1.               | 6 februari 2005   | Movistar Open           | Gravel     | David Ferrer      | Gastón Etlis Martín Rodríguez    | 6-3, 6-4          | Details |
| 2.               | 27 februari 2005  | Abierto Mexicano Telcel | Gravel     | David Ferrer      | Jiří Vaněk Tomáš Zíb             | 4–6, 6–1, 6–4     | Details |
| 3.               | 24 mei 2008       | Grand Prix Hassan II    | Gravel     | Albert Montañés   | James Cerretani Todd Perry       | 6–1, 6–2          | Details |
| 4.               | 10 januari 2010   | Aircel Chennai Open     | Hardcourt  | Marcel Granollers | Lu Yen-hsun Janko Tipsarević     | 7-5, 6-2          | Details |
| 5.               | 8 mei 2010        | BMW Open                | Gravel     | Oliver Marach     | Eric Butorac Michael Kohlmann    | 5-7, 6-3, [16-14] | Details |
| Verloren finales |                   |                         |            |                   |                                  |                   |         |
| 1.               | 17 februari 2008  | Brasil Open             | Gravel     | Albert Montañés   | Marcelo Melo André Sá            | 6–4, 2–6, [7–10]  | Details |
| 2.               | 22 februari 2009  | Copa Telmex             | Gravel     | Nicolás Almagro   | Marcel Granollers Alberto Martín | 3–6, 7–5, [8–10]  | Details |
| 3.               | 26 september 2010 | BCR Open Romania        | Gravel     | Marcel Granollers | Juan Ignacio Chela Łukasz Kubot  | 6-2, 5-7, [11-13] | Details |

## Prestatietabel
| Legenda | Legenda                          |
| ------- | -------------------------------- |
| g.t.    | geen toernooi gehouden           |
| l.c.    | lagere categorie                 |
| –       | niet deelgenomen                 |
| G       | uitgeschakeld in de groepsfase   |
| 1R      | uitgeschakeld in de eerste ronde |
| 2R      | uitgeschakeld in de tweede ronde |
| 3R      | uitgeschakeld in de derde ronde  |
| 4R      | uitgeschakeld in de vierde ronde |
| KF      | uitgeschakeld in de kwartfinale  |
| HF      | uitgeschakeld in de halve finale |
| F       | de finale verloren               |
| W       | het toernooi gewonnen            |
| w-v     | winst/verlies-balans             |

### Prestatietabel grand slam, enkelspel
| Toernooi        | 2005 | 2008 | 2009 | 2010 |
| --------------- | ---- | ---- | ---- | ---- |
| Australian Open | 2R   | 1R   | –    | –    |
| Roland Garros   | 1R   | 1R   | 1R   | 1R   |
| Wimbledon       | 1R   | 1R   | –    | 1R   |
| US Open         | –    | 1R   | –    | –    |

### Prestatietabel grand slam, dubbelspel
| Toernooi        | 2005 | 2008 | 2009 | 2010 |
| --------------- | ---- | ---- | ---- | ---- |
| Australian Open | 1R   | –    | –    | 1R   |
| Roland Garros   | 1R   | –    | –    | –    |
| Wimbledon       | 1R   | –    | –    | –    |
| US Open         | –    | –    | –    | 2R   |